# A Comfortable Man
A Comfortable Man is het eerste soloalbum van de Britse zanger en multi-instrumentalist Cathal Smyth, bekend van de ska-popgroep Madness. Het album, geproduceerd door Charlie Andrew en Kirsty Mangan, verscheen 7 oktober 2014 op vinyl in een oplage van 1000 exemplaren en werd verkocht tijdens drie concerten in de Londense Wilton's Music Hall. Op 11 mei 2015 volgde de officiële release via Phoenix Rising Recording Co. In eigen land kwam het tot #68 in de reguliere album top 100 en tot #10 in de onafhankelijke albumlijst.

## Achtergrond
A Comfortable Man was al opgenomen toen Smyth in 2013 uit Madness stapte om zich volledig op zijn solocarrière te richten. De meeste nummers schreef hij nadat er in 2005 een einde kwam aan 28 jaar huwelijk. Vanwege de impact die de scheiding op hem had, en ook vanwege zijn activiteiten met Madness, besloot de zanger het album pas uit te brengen zodra de tijd daar rijp voor was.

## Singles
A Comfortable Man bracht drie singles voort; You're Not Alone verscheen al in september 2014 in clipvorm en werd in maart 2015 als downloadbare single uitgebracht. Daarna volgden Do You Believe In Love? en Are The Children Happy?

## Tracklijst
| Nr. | Titel                      | Duur |
| --- | -------------------------- | ---- |
| 1.  | You're Not Alone           | 4:44 |
| 2.  | Shabat She Comes           | 3:55 |
| 3.  | A Comfortable Man          | 3:24 |
| 4.  | Goodbye Planet Earth       | 4:49 |
| 5.  | Do You Believe in Love?    | 3:41 |
| 6.  | Love Song No. 7            | 4:03 |
| 7.  | She's Got the Light        | 3:27 |
| 8.  | A Requiem for Common Sense | 5:25 |
| 9.  | Are the Children Happy?    | 3:10 |
| 10. | Love Song No. 9            | 3:47 |
| 11. | All My Lovin'              | 3:07 |
| 12. | The Wren's Burial          | 2:31 |